# RTL GP

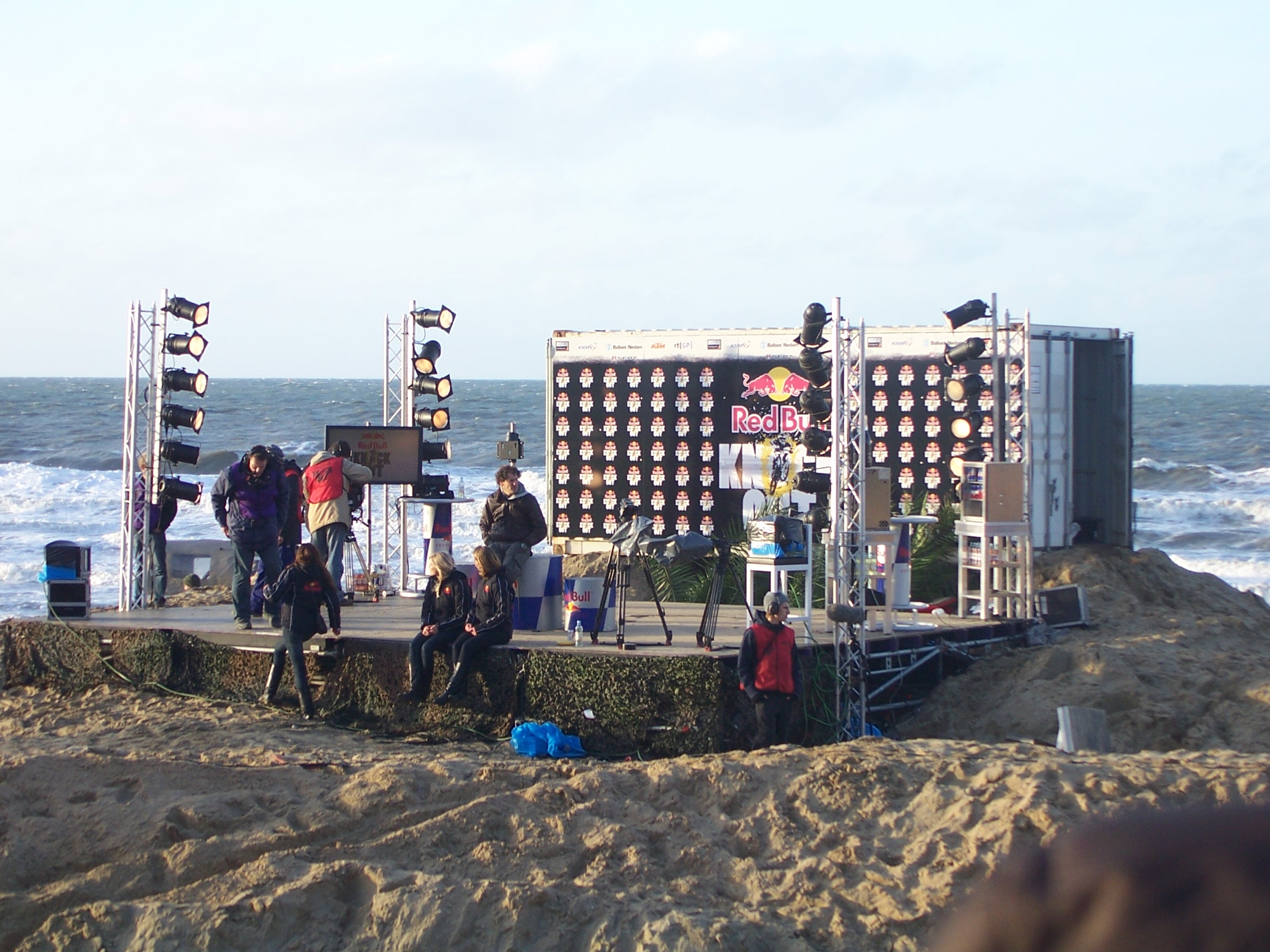
RTL GP op locatie in Scheveningen tijdens de Red Bull Knock-out van 2008.

RTL GP is een Nederlands sportprogramma gemaakt door RTL Sport op RTL 7. In het programma komen voornamelijk auto- en motorsport evenementen aan bod. In het programma worden onder andere beelden getoond van de Dakar-rally, WEC, WTCC en SBK.